# Пальмовка (станція метро)
50°06′13″ пн. ш. 14°28′28″ сх. д. / 50.10361° пн. ш. 14.47444° сх. д.
Пальмовка (чеськ. Palmovka) — станція празького метрополітену на лінії B. Розташована між станціями «Інвалідовна» та «Чеськоморавська».

## Характеристика станції
Відкрита 22 листопада 1990 року у складі дільниці «Флоренц» — «Чеськоморавська». Розташована у районі Лібень.
«Пальмовка» — однопрогінна станція з однією острівною платформою (глибина закладення — 12,4 м). 

### Повінь 2002 року
Станція постраждала від повені 2002 року. Станція була відкрита після усунення наслідків повені у 1 кварталі 2003 року.